# Глиняна Балка
Глиня́на Ба́лка — село в Україні, у Лип'янській сільській громаді Звенигородського району Черкаської області. У селі мешкає 138 людей.